# A-3102
La carretera A-3102 es una carretera que une la carretera  A-3101  con el municipio de Montoro. Mide 12,31 km.